# Прыгун губоцветный чёрный
Прыгун губоцветный чёрный (лат. Longitarsus obliteratus) — вид листоедов (Chrysomelidae) из подсемейства козявок (Galerucinae). 

## Распространение
Распространён в Европе не север до южной части Англии и севера Польши, Малой Азии, Среднем Востоке, на Кавказе, Иране и Афганистане.

## Экология
Взрослые жуки и их личинки питаются листьями яснотеовых (Lamiaceae), а именно листьями Душицы обыкновенной (Origanum vulgare) и представителей рода тимьян (Thymus).